# Zygmunt Olczak
Zygmunt Olczak (ur. 26 października 1916 w Strzegocinie, zm. 20 marca 1970) – polski nauczyciel i przedsiębiorca, urzędnik państwowy, poseł na Sejm PRL II i III kadencji.

## Życiorys
Syn Józefa i Pauliny. Po ukończeniu seminarium nauczycielskiego uzyskał wykształcenie średnie, pracował w zawodzie. W latach II wojny światowej był aresztowany za działalność konspiracyjną, przebywał w więzieniu w Radogoszczu, obozach Auschwitz, Flossenbürg, Mauthausen-Gusen. W 1945 podjął pracę w Zarządzie Miejskim Ozorkowa. W latach 40. był współwłaścicielem zakładu produkującego wody gazowane oraz rozlewni piwa. W 1950 objął funkcję przewodniczącego Rady Nadzorczej Gminnej Kasy Spółdzielczej w Ozorkowie. Pracował na stanowisku dyrektora Łódzkiego Przedsiębiorstwa Obrotu Produktami Naftowymi.
W 1945 wstąpił do Stronnictwa Demokratycznego, w jego strukturach pełnił funkcje zastępcy sekretarza Wojewódzkiego Komitetu w Łodzi (od 1950), członka Centralnego Komitetu (od 1951), sekretarza WK w Lublinie (1951–1952) i Łodzi (1953–1966), wiceprzewodniczącego (od 1966) i wiceprzewodniczącego prezydium (od 1967) WK w Łodzi. Z ramienia stronnictwa pełnił mandat radnego Wojewódzkiej Rady Narodowej w Łodzi oraz Lublinie. Należał także do Frontu Jedności Narodu.
W 1957 i 1961 zostawał posłem na Sejm PRL z okręgu Kutno. Przez dwie kadencje zasiadał w Komisji Przemysłu Lekkiego, Rzemiosła i Spółdzielczości Pracy, a nadto w II kadencji Sejmu zasiadał w Komisji Oświaty i Nauki, Komisji Rolnictwa i Przemysłu Spożywczego, z kolei w III kadencji w Komisji Komunikacji i Łączności.
W 1957 wszedł w skład Sejmu II kadencji jako przedstawiciel okręgu Kutno. Był członkiem Komisji: Oświaty i Nauki, Rolnictwa i Przemysłu Spożywczego, Przemysłu Lekkiego, Rzemiosła i Spółdzielczości Pracy. W III kadencji kontynuował pracę w tej ostatniej Komisji (wybrany ponownie z okręgu Kutno).
W 1955 został odznaczony Srebrnym Krzyżem Zasługi oraz Medalem 10-lecia Polski Ludowej.
Został pochowany w Ozorkowie.